# Camphers Pérez
Camphers Santiago Pérez Bermúdez  (San Rafael del Sur, Managua, 13 de mayo de 1998) es un futbolista nicaragüense. 
Juega de defensa y su actual club es el Managua F. C. de la Primera División de Nicaragua.

## Clubes
| Club                    | País      | Año             |
| ----------------------- | --------- | --------------- |
| San Francisco Masachapa | Nicaragua | 2017 - 2018     |
| Managua F. C.           | Nicaragua | 2018 - Presente |

## Palmarés

### Campeonatos nacionales
| Título          | Club          | País      | Año  |
| --------------- | ------------- | --------- | ---- |
| Torneo Apertura | Managua F. C. | Nicaragua | 2018 |